# دهه ۱۴۱۰ (پیش از میلاد)
دهه ۱۴۱۰ (پیش از میلاد) صد و چهل و یکمین دهه قبل از مبدا شروع تقویم میلادی است.